# Kedungwaru (Karangsambung)
Kedungwaru is een bestuurslaag in het regentschap Kebumen van de provincie Midden-Java, Indonesië. Kedungwaru telt 1406 inwoners (volkstelling 2010).